# Nicholle Tom
Nicholle Marie Tom (Hinsdale, Illinois; 23 de marzo de 1978) es una actriz estadounidense, más conocida por su papel de Maggie Sheffield en la serie The Nanny.

## Primeros años
Es hija de Charles y Marie Tom, y tiene un hermano mellizo, David Tom, conocido por su papel de Billy Abbott en The Young and the Restless, y una hermana mayor, Heather Tom, más conocida como Victoria Newman en The Young and the Restless.

## Carrera
En 1992, interpretó el papel de Sue en Beverly Hills, 90210. En 1992 y 1993, interpretó a Ryce Newton en la película Beethoven y su secuela Beethoven's 2nd. En 2011 protagonizó a una actriz en la película The Alibi.
Desde 1993 hasta 1999, interpretó el papel de la hija mayor del Sr. Sheffield, Maggie Sheffield, en la serie de comedia The Nanny.
En marzo de 2008, protagonizó la película Her Only Child. En 2008 apareció en un episodio de Criminal Minds y también en un episodio de la serie Cold Case. En 2015 hizo una aparición en la serie Gotham, donde interpretó a la hija del comisario de policía Gilliam Loeb.

## Filmografía

### Film
| Año  | Título                                      | Rol                           | Notas                                |
| ---- | ------------------------------------------- | ----------------------------- | ------------------------------------ |
| 1992 | Beethoven                                   | Ryce Newton                   |                                      |
| 1993 | Beethoven's 2nd                             | Ryce Newton                   |                                      |
| 1994 | Season of Change                            | Sally Mae Parker              |                                      |
| 1996 | For My Daughter's Honor                     | Amy Dustin                    |                                      |
| 1996 | What Kind of Mother Are You?                | Kelly Jameson                 |                                      |
| 1999 | The Sterling Chase                          | Alexis                        |                                      |
| 2000 | Ice Angel                                   | Sarah Bryan/Matt Clark        |                                      |
| 2000 | Urban Chaos Theory                          | La Chica                      | Corto                                |
| 2000 | Panic                                       | Tracy                         |                                      |
| 2000 | Rave                                        | Sadie                         |                                      |
| 2001 | Robbie's Brother                            | Andrea                        |                                      |
| 2001 | The Princess Diaries                        | Cassie, Reportera adolescente |                                      |
| 2003 | A mi amor mi dulce                          | Chickpea                      | Corto                                |
| 2005 | In Memory of My Father                      | Nicole                        |                                      |
| 2006 | Bottoms Up                                  | Penny Dhue                    |                                      |
| 2006 | The Strange Case of Dr. Jekyll and Mr. Hyde | Carla Hodgkiss                |                                      |
| 2010 | My Family's Secret                          | Lara Darcie                   |                                      |
| 2011 | Just Like Her                               | Ashley Marston                | Corto                                |
| 2012 | Hang Loose                                  | Nikki                         |                                      |
| 2014 | Mi corazón                                  | Becca                         | Corto                                |
| 2014 | Private Number                              | Katherine Lane                |                                      |
| 2014 | 3's a Couple                                | Michelle                      |                                      |
| 2015 | Satan's Return                              | Katie                         |                                      |
| 2017 | The Sterling Chase                          | Alexis                        |                                      |
| 2017 | F the Prom                                  | Directora Statszill           |                                      |
| 2018 | Blink                                       | Irene                         | Corto. También productora ejecutiva. |
| 2019 | The Scrap County Murders                    | Sandy                         | Corto                                |

### Televisión
| Año       | Título                                      | Rol                         | Notas                                                                                  |
| --------- | ------------------------------------------- | --------------------------- | -------------------------------------------------------------------------------------- |
| 1990      | Jim Henson Presents Mother Goose Stories    |                             |                                                                                        |
| 1991      | The Fresh Prince of Bel-Air                 | Zoey                        | Episodio: "The Butler Did It"                                                          |
| 1992      | Beverly Hills, 90210                        | Sue Scanlon                 | Episodios: "Song of Myself", "Highwire", "Home and Away", "A Presumption of Innocence" |
| 1993      | Bloodlines: Murder in the Family            | Jacy Woodman                | Film para TV                                                                           |
| 1993–1999 | The Nanny                                   | Margaret 'Maggie' Sheffield | 141 episodes                                                                           |
| 1994      | Beethoven                                   | Ryce Newton                 | Trabajo de voz                                                                         |
| 1997      | Unwed Father                                | Melanie Crane               | Film para TV                                                                           |
| 1998      | Welcome to Paradox                          | Delphi B.                   | Episodio: "The Girl Who Was Plugged In"                                                |
| 1998      | The New Batman Adventures                   | Kara In-Ze / Supergirl      | Episodio: "Girls' Night Out" (voz)                                                     |
| 1998–2000 | Superman: The Animated Series               | Kara In-Ze / Supergirl      | 4 episodes (voz)                                                                       |
| 2000      | Ice Angel                                   | Sarah Bryann                | Film para TV                                                                           |
| 2003      | Strong Medicine                             | Cherie / Sharon / Sharona   | Episodio: "Love and Let Die"                                                           |
| 2004      | The Book of Ruth                            | Ruth                        | Film para TV                                                                           |
| 2004–2006 | Justice League Unlimited                    | Kara In-Ze / Supergirl      | 7 episodes (voz)                                                                       |
| 2006      | Windfall                                    | Elisa                       | 3 episodios                                                                            |
| 2006–2007 | The Minor Accomplishments of Jackie Woodman | Tara Wentzel                | 16 episodios                                                                           |
| 2007      | The Wedding Bells                           | Laine Hill                  | 2 episodios                                                                            |
| 2007      | Burn Notice                                 | Melissa Fontenau            | Episodio: "Loose Ends, Part 1"                                                         |
| 2008      | Her Only Child                              | Lily Stanler                | Film para TV                                                                           |
| 2008      | Criminal Minds                              | Connie Galen                | Episodio: "Damaged"                                                                    |
| 2008      | Cold Case                                   | Priscilla Chapin            | Episodio: "Ghost of My Child"                                                          |
| 2009      | The Mentalist                               | Marilyn Monroe              | Episodio: "A Dozen Red Roses"                                                          |
| 2009      | Without a Trace                             | Molly Samson                | Episodio: "Labyrinths"                                                                 |
| 2009      | Mental                                      | Melissa Ranier              | Episodio: "A Beautiful Delusion"                                                       |
| 2009      | Something Evil Comes                        | Romy Webster                | Film para TV                                                                           |
| 2010      | Castle                                      | Cindy Mann                  | Episodio: "The Late Shaft"                                                             |
| 2011      | I Met a Producer and Moved to L.A.          | Emily                       | Film para TV                                                                           |
| 2013      | Fatal Performance                           | Dana Tilly                  | Film para TV                                                                           |
| 2013      | Masters of Sex                              | Maureen                     | 2 episodios                                                                            |
| 2014      | About a Boy                                 | Debby                       | Episodio: "About a Christmas Card"                                                     |
| 2015      | Stalker                                     | Zoe Parsons                 | Episodio: "My Hero"                                                                    |
| 2015      | Gotham                                      | Miriam Loeb                 | Episodio: "Everyone Has a Cobblepot"                                                   |
| 2015      | Survivor's Remorse                          | Hazel-Fay                   | Episodio: "Homebound"                                                                  |
| 2016      | I Didn't Kill My Sister                     | Heather                     | Film para TV                                                                           |
| 2017      | Hollywood Darlings                          | Ella misma                  | Episodio: "The Bev Witch Project"                                                      |
| 2017      | Do I Say I Do?                              | Nora                        | Film para TV                                                                           |
| 2018      | Rent-an-Elf                                 | Jojo                        | Film para TV                                                                           |
| 2018      | Walk the Prank                              | Anne Shuster                | 4 episodios                                                                            |
| 2022      | Worst Cooks in America                      | Ella misma                  | Concursante (temporada 24)                                                             |